# دان توريل
دان توريل Dan Turèll والمعروف أيضاً بلقب «أونكل داني»  (19 مارس 1946 - 15 أكتوبر 1993)، وهو واحد من الكتاب الدنماركيين الأكثر شعبية ومن ذوي التأثير الملحوظ على الأدب الدنماركي.

## النشأة
ولد دان توريل في عيادة التوليد بمستشفى فريدريكسبرج، وانتقل إلى فانجيدا في كوبنهاجن، حيث نشأ كأكبر خمسة أشقاء. كان والده كهربائياً ويدعى هيلموث توريل ينسن من عائلة فرنسية أما عن أمه -إنجي توريل ينسن- فقد كانت ألمانية الأصل.

## الميول السياسية
كانت ميول دان توريل اليسارية معروفة، كما أعرب عنها في العديد من كتبه وخاصة في «صور مسروقه»حيث هاجم حكومة المحافظين في جنتوفت وقام بوصف الشيوعية والبيئة الاجتماعية الديمقراطية في فانجيدا. وقد تكرر التعبير عن هذه الميول في كتاباته الأخرى.

وفي أقصوصة «أونكل داني» نجد المزيد من الأوصاف لأنشطة الجناح اليساري في شباب دان توريل.
وقد إلتحق دان توريل في شبابه بمنتدى الشباب الأشتراكي..وساهم أيضا بمقالات في مجلة Aspekt (الدورية الاشتراكية للسياسة والثقافة) من عام 1965 حتى 1969.

## وظائف ومهن متعددة
عمل دان توريل في شبابه كحمال بشركات نقل الأثاث، وبائع، وساعي بريد، وصحافي، وعامل بناء، وماسح لزجاج النوافذ، ومدقق لغوي، وغيرها من المهن والوظائف المتعددة. وفي أوائل 1970 درس مع جانيك ستورم في مدرسة المكتبات الدنماركية مادة الخيال العلمي.

## كتبه
في كتب توريل، غالبا ما يكون هناك طمس بين السيرة الذاتية والترويج الذاتي. وهو يتقاسم الدوافع الأدبية مع الكتاب الأمريكيين من جيل "البيت" Beat Generation مثل ألين جينسبيرج، وجاك كيرواك، وويليام بوروز، فيجد القاريء كتابات دان توريل تعج بزخارف كموسيقى الجاز، والمدينة الكبيرة، والمخدرات، وكان توريل قادراً على أن يوجد الأبعاد الجمالية للانحلال والانحطاط، وهو ما مارسه في سلسلة روايات الجريمة.

## وفاته وذكراه

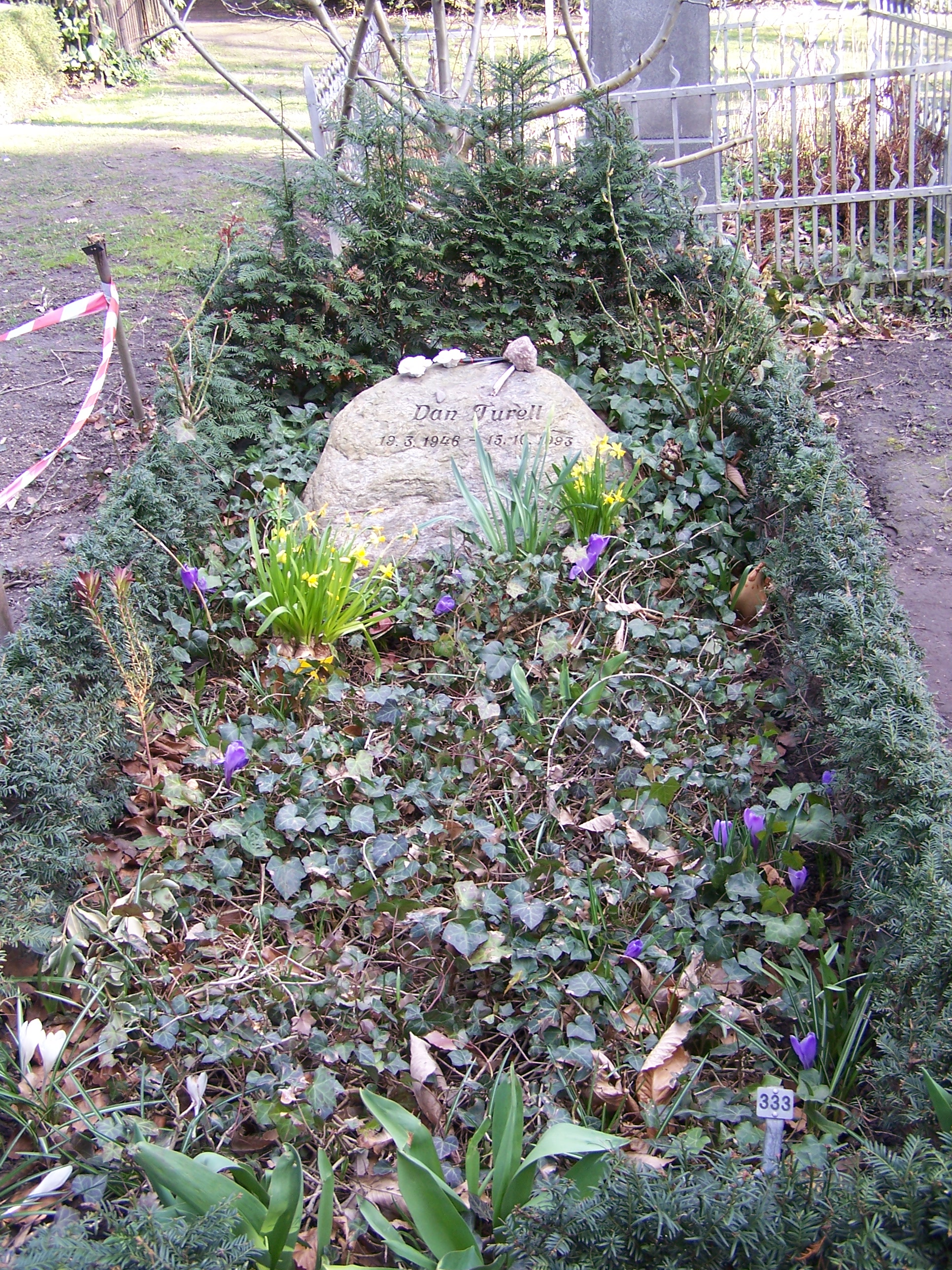
قبر دان توريل

توفي دان توريل بالسرطان وتم دفنه في مقبرة أسيستنس في كوبنهاجن.

وفي يوم الأحد 19 مارس 2006، تم إطلاق اسم «أونكيل داني» على أحد ميادين العاصمة الدنماركية، وبعدها بعام وفي 19 مارس 2007 تم تسمية أحد الميادين في مسقط رأسه -فانجيدا- باسم «دان توريل».

تم إعادة إصدار الكثير من كتبه بعد وفاته، كما تم نشر كامل إنتاجه الشعري (من 1969 حتى 1993) في مجلدين.

تزوج دان توريل في حياته مرتين، أولاهما من كيرستن براند، والمرة الثانية من إنجا مارغريتا سفيندسن (تشيلي توريل)، وأنجب منها إبنته الوحيده لوتس توريل.

وقد أصدرت مؤسسة دان توريل ميدالية أسمتها «ميدالية شرف دان توريل». وقدمت تشيلي توريل الميدالية الأولى للمؤلف أستريد سالباش.

## أفلام
تم إنتاج عدد من الأفلام عن قصص لدان توريل، وحول شخصيته:

قتل في الظلام، 1986.

قتل في الفردوس، 1988.

العم داني - فيلم وثائقي، 2002.

الحياة قصيرة جدا وغريبة، 2008.

"مرحبا بكم في التلفزيون - يدعونني دي تي، 2008.

## روابط خارجية
- دان توريل على موقع IMDb (الإنجليزية)
- دان توريل على موقع ميوزك برينز (الإنجليزية)
- دان توريل على موقع ديسكوغز (الإنجليزية)
- دان توريل على موقع ديسكوغز (الإنجليزية)
- دان توريل على موقع قاعدة بيانات الفيلم (الإنجليزية)